# Dolichopeza honshiuensis
Dolichopeza honshiuensis är en tvåvingeart som beskrevs av Alexander 1938. Dolichopeza honshiuensis ingår i släktet Dolichopeza och familjen storharkrankar. Inga underarter finns listade i Catalogue of Life.